# 大畈特別區
大畈特別區是中国湖北省已撤销的一个行政区。
民國23年（1934年）5月，湖北省政府決定將陽新縣的黃沙、九折、慈口、大畈、燕廈，通山縣的富有、橫石潭大橋背，以及鄂城、咸寧2縣部分，劃為「大畈特別區」。民國24年（1935年）6月撤銷特別區，各地復歸原縣轄。